# Veyshnoria
Veyshnoria (en ruso: Вейшнория, romanizado: Veyshnoriya, en bielorruso: Вайшнорыя, romanizado: Vajšnoryja) es un estado ficticio creado para Zapad 2017, un ejercicio de entrenamiento militar conjunto ruso-bielorruso. Es vecino de Bielorrusia y es enemigo del Estado de la Unión . Veyshnoria ocupa la mayor parte de la región de Grodno y la parte noroeste de las regiones de Minsk y Vitebsk .
Existen otros dos enemigos ficticios de los participantes de Zapad 2017: Vesbaria y Lubenia. Lubenia se extiende a ambos lados de la frontera entre Polonia y Lituania y cubre partes del noreste del primero y el suroeste del segundo, mientras que Vesbaria cubre el resto de Lituania y el centro de Letonia.

## Ejercicio militar "Zapad 2017"
Zapad 2017 fue un ejercicio militar estratégico conjunto de las fuerzas armadas de la Federación Rusa y Bielorrusia (el Estado de la Unión de Rusia y Bielorrusia ) que se llevó a cabo del 14 al 20 de septiembre de 2017, en Bielorrusia, así como en el Óblast de Kaliningrado de Rusia y otras áreas del noroeste.

## Micronación de internet

Bandera de la micronación humorística de Veyshnoria

La creación encontró rápidamente una respuesta humorística en las redes sociales . El 30 de agosto de 2017, apareció una cuenta de Twitter satírica del Ministerio de Relaciones Exteriores de Veyshnoria, que publicó declaraciones políticas en nombre del estado. Según el relato, el himno del estado es la canción "Niamon" (que significa " Neman ") de la banda bielorrusa Stary Olsa . La misma cuenta dice que las residencias oficiales del estado están en Grodno, el parlamento y el gobierno (además del Ministerio de Cultura) en Lida, y la capital cultural de Veyshnoria es Smarhon . Veyshnoria también está presente en Facebook, y su artículo de Wikipedia en ruso se había señalado como "un resumen seco de cómo surgió Veyshnoria" antes de que el artículo fuera eliminado y redirigido al artículo sobre Zapad 2017.

## Veyshnorianos notables
Los "veyshnorianos" en línea se dieron cuenta rápidamente de que las siguientes personas famosas tienen ascendencia veyshnoriana:
- Olga Korbut, gimnasta olímpica, nació en Grodno
- Shimon Peres, el noveno presidente de Israel, nació en Vishnyeva, Valozhyn Raion, región de Minsk, cerca de la frontera con Lituania .
- Los padres de Charles Kushner, un pariente político de Donald Trump, eran sobrevivientes del Holocausto del área de Navahrudak (ver Joseph Kushner ).

## Reacción gubernamental
En agosto de 2022, el Tribunal de Raión de Lida declaró las redes sociales de Veishnoria como “materiales extremistas”.